# Митьо Илиев
Вижте пояснителната страница за други личности с името Димитър Илиев.
Димитър Илиев Аргиров, известен като Митьо Илиев или Митьо Дедоилиев, е български революционер, серски войвода на Вътрешната македонска революционна организация.

## Биография
Илиев е роден в 1882 година във валовищкото село Кърчово, тогава в Османската империя, днес Каридохори, Гърция. Син е на стария хайдутин и революционер дядо Илия Кърчовалията. Получава основно образование. Влиза във ВМОРО и през 1905 година е в четата на Яне Сандански.
В 1909 година е арестуван заедно с баща си при Неврокопската афера.
При избухването на Балканската война в 1912 година е доброволец в Македоно-одринското опълчение първоначално в четата на баща си, а по-късно в 4 рота на 14 битолска дружина.
След загубата на Първата световна война от България, Илиев участва във възстановяването на революционната организация и става войвода на чета в Сярско.
След войната Алеко Василев създава в Пиринска Македония военна организация, която от началото на 1920 година се слива с възстановената ВМРО. Алеко Василев е петрички окръжен войвода и пълномощник на Централния комитет на ВМРО за Серски, Струмишки и Солунски революционен окръг. Групови началници в окръжната чета на Алеко паша са Митьо Илиев, Тома Радовски и Стефан Кръстев – Пиперката, а Ангел Коларов и Георги Хазнатарски са помощник окръжни войводи на Алеко Василев.
По време на така наречения Петрички инцидент през 1925 година Димитър Илиев, начело на местна милиция води сражения в района на село Петрово и спира гръцкото настъпление.
На 6 август 1925 година четите на Митьо Илиев и Иван Паскалев от Петрово се сражават с гръцка войска и жандармерия в Демирхисарско. Успяват да преминат във Вардарска Македония, където на 8 август се сражават със сръбски гранични части и отново се връщат в Егейска Македония.
През 1928 година е делегат на Седмия конгрес на ВМРО.
Митьо Илиев умира в 1932 година в Петрово.